# Alex Schwager
Alex Schwager, schweizisk orienterare som tog individuellt EM-silver 1964.